# Kransarna (naturreservat)
Kransarna är ett naturreservat på ett berg med samma namn i Nordanstigs kommun i Gävleborgs län.
Området är naturskyddat sedan 2017 och är 76 hektar stort. Reservatet består av naturskog av främst tall.